# Coses que diries només de mirar-la
Coses que diries només de mirar-la (títol original en anglès: Things You Can Tell Just by Looking at Her) és una pel·lícula estatunidenca dirigida per Rodrigo García, estrenada el 2000. Es divideix en cinc parts; cadascuna explica la història d'una dona: "Aquí, doctor Keener", "Fantasies sobre Rebecca", "Algú per a Rosa", "Bona nit Lilly, bona nit Christine" i "L'amor espera Kathy".
La pel·lícula va obtenir el Un certain regard del Festival Internacional de Cinema de Canes de 2000 i una nominació al Premi Emmy a la millor actriu secundària en sèrie antològica o pel·lícula per Holly Hunter el 2001.

## Argument
Los Angeles, Vall de San Fernando. Un grup de dones tracta de reordenar la seva vida. Cap d'elles es coneix, però totes tenen alguna cosa en comú.
La seva lluita contra la solitud i el dolor que genera. La doctora Keener tracta de posar un amor en la seva vida que completi la seva triomfant carrera; Rebecca, directora de banc, manté una relació amb un home casat, queda embarassada i decideix avortar. Potser és la seva última oportunitat per ser mare. Com Rose, mare soltera i escriptora de contes infantils, que comença a sentir-se atreta per un veí molt especial. Mentre, Christine cuida a la seva companya, Lilly, malalta de càncer i per fer-la somriure recorda els moments més dolços de la seva relació. També Kathy i Carol viuen juntes, són germanes, i una cuida de l'una altra. Carol viu sense veure, Kathy sense un amor, però ambdues, com les altres intenten el més important, viure superant els seus problemes i dificultats, sense perdre l'esperança.

## Repartiment
- Glenn Close: Dr. Elaine Keener
- Cameron Diaz: Carol
- Calista Flockhart: Christine Taylor
- Amy Brenneman: Kathy
- Valeria Golino: Lilly
- Kathy Baker: Rose
- Holly Hunter: Rebecca
- Matt Craven: Walter
- Gregory Hines: Robert
- Miguel Sandoval: Sam
- Roma Maffia